# Cor Backers
Cornelis Marie Petrus Antonius (Cor) Backers (Rotterdam, 5 juni 1910- 1996) was een Nederlands pianist, dirigent en componist. Hij was zoon van Cornelis Petrus Backers en Jozina Antonia Johanna Maria Vermeulen. 
Zijn eerste muzieklessen kwam van het Rotterdams Conservatorium, docent piano was toen Theo van der Pas met wie hij in 1936 een pianoduo vormde. Hij kreeg vervolgens pianolessen van Dirk Schäfer, van wie hij later een biografie zou schrijven. Verder ontwikkelde hij zich als autodidact met name op het gebied van dirigeren. Pas later schakelde hij Bernard Diamant en Felix Weingartner in om die kunst volledig onder de knie te krijgen. Voor muziektheorie schakelde hij prof. Dr. Smeijers in. Hij was enige tijd leider van de Bredase pianoschool en gaf ook les aan de muziekschool in Schiedam (1959-1960). Hij trad in binnen- en buitenland op als pianist en dirigent, waarbij relatief vaak het Nederlands repertoire op de lessenaar zette. Hij was dirigent van het Haags Kamerkoor (1950-1960), het Dordrechts kamerkoor, het Nederlands Kamerorkest en het Nederlands Symfonie Orkest en was docent aan het Amsterdams Muzieklyceum. In 1946 vormde hij een duo met pianiste Annie Nederbragt, in 1952 vormde hij wederom een pianoduo, nu met zijn echtgenote Backers-Belinfante. Hij speelde met hun quatre-mains (vierhandig) op één piano. Hij schreef ook artikelen voor de Gelderlanderpers, was hoofdredacteur van muziektijdschrift Musica en gaf lezingen.
Van zijn hand verscheen een aantal composities:
- Drie klankschetsen voor kamerorkest
- Lamento voor strijkorkest
- Suite voor strijkorkest
- Och edel Siele voor gemengd koor, bariton en orkest
- een deklamatorium voor piano en orkest
- Ballade van Kapitein Joos de Decker later genaamd de vliegende Hollander.

Voorts is hij de auteur van Nederlandse componisten van 1400 tot op dezen tijd, dat in 1941 verscheen bij drukkerij Kruseman in Den Haag en Beroepsziekten bij musici deel 3.
- International Standard Name Identifier: 0000 0000 4031 2325
- Library of Congress Control Number: no98098367
- Nationale Bibliotheek van Israël: 987007289432305171
- Nederlandse Thesaurus van Auteursnamen: 069462585
- Virtual International Authority File: 20044699
- WorldCat: E39PBJw4CvXPDtTwG8PRjfX68C